# Mac Mohan
Mohan Makijany znany jako Mac Mohan (ur. 24 kwietnia 1938 w Karaczi, zm. 10 maja 2010 w Mumbaju) – indyjski aktor filmowy. 

## Filmografia
- 1973: Zanjeer jako człowiek złapany w magazynie alkoholowym Teja
- 1975: Sholay jako Sambha
- 1979: Kaala Patthar jako Rana
- 1980: Karz jako tłumacz Sir Judah
- 1980: Przygody Ali Baby i czterdziestu rozbójników jako Mahmud
- 1991: Khel jako inspektor policji S. Kumar
- 1996: Ram Aur Shyam
- 2004: Insan
- 2009: Luck by Chance w roli samego siebie